# Musmakier
Musmakier (Microcebus) är ett släkte primater bland lemurerna med 16 arter. De förekommer bara på Madagaskar och räknas till de minsta primaterna över huvud taget.

## Kännetecken
Individerna har en kort och mjuk päls som har en rödbrun till grå färg. Undersidan är vitaktig och dessutom finns en vit strimma på nosen samt ibland en otydlig längsgående mörk strimma på ryggen. De bakre extremiteterna är längre än de främre. Huvudet kännetecknas av en kort nos, en avrundad skalle samt stora ögon och öron. Kroppslängden ligger mellan 9 och 15 centimeter och därtill kommer en ungefär lika lång svans. Vikten som varierar mycket mellan årstiderna ligger mellan 30 och 100 gram.  Microcebus myoxinus är med en absolut längd (med svans) av 18 till 22 cm och en vikt av 24 till 38 g en av de minsta primaterna.

## Utbredning och habitat
Släktet förekommer liksom alla lemurer bara på Madagaskar men där har de ett stort utbredningsområde (jämförd med andra lemurer) och de är inte sällsynta. Habitatet utgörs av olika slags skogar, till exempel torra skogar i öns västra del eller regnskogar på östra Madagaskar. Microcebus saknas bara i det skoglösa höglandet i öns centrum.

## Levnadssätt
Microcebus är vanligen aktiva på natten. De vilar på dagen i självbyggda bon av blad eller i trädens håligheter. Honor bildar grupper av två till nio individer som sover i samma bo, men de letar var för sig efter föda. Hanar lever vanligen ensamma, de har revir som markeras med urin och avföring. Ibland vistas hanar längre tid i honornas flock.
Vid dåliga väderförhållanden som torrhet och kyla eller vid brist på föda och vatten faller individerna i ett kortvarigt stelt tillstånd (torpor) eller de håller en längre vinterdvala (upp till två veckor). Vid dessa tillfällen får de en lägre kroppstemperatur samt en lägre ämnesomsättning för att spara energi. Torpor iakttogs hela året runt men vanligen under torrperioden. Musmakier sparar under regntiden fett i svansen som de förbrukar under vinterdvalan.
Arterna i släktet är allätare men de föredrar frukter. Dessutom äter de insekter, spindlar, blommor, nektar och blad. Ibland ingår grodor och små ödlor i födan.

## Fortplantning

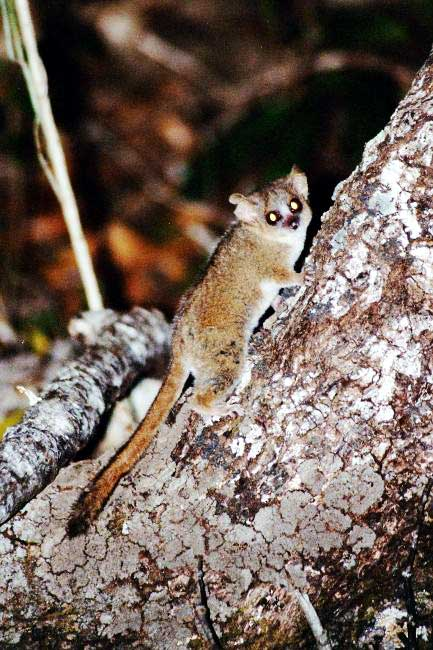
Microcebus murinus

Parningstiden infaller direkt efter torrperioden. Deras parningslek består av olika tjutande läten och samtidig provar varje individ få tag i motpartens svans. Hos flera arter i släktet är honan bara en natt per år parningsberedd. I denna natt kopulerar honan troligen med upp till sju olika hanar. Antagligen finns hos dessa honor mekanismer som väljer de bästa ärftliga informationerna.
Efter dräktigheten som varar i cirka 60 dagar föds i november eller december vanligen två (sällan tre) ungar. I vissa regioner förekommer en parningstid till där parningen sker i december och ungdjuren föds i januari eller februari. Ungarna stannar sina första veckor i honans bo. Sedan bär honan sina ungar på kroppen och ibland lämnas de för 1 till 2 timmar på ett skyddat ställe. Efter en till två månader slutar honan att ge di och efter 1 till 2,5 år är ungarna könsmogna. Livslängden i naturen ligger vid 6 till 8 år. Individer i fångenskap blev upp till 15 år gamla.

## Hot
Musmakier hotas främst av förstöringen av levnadsområdet. Det gäller särskild för arter med begränsad utbredning. För många arter saknas tillräckliga informationer.

## Arterna
Tidigare räknades bara två till tre arter till släktet men senare beskrevs flera nya arter och en studie från 2008 listade 16 arter:
- Microcebus berthae
- Microcebus bongolavensis
- Microcebus danfossi
- Microcebus griseorufus
- Microcebus jollyae
- Goodmans muslemur (Microcebus lehilahytsara)
- Microcebus macarthurii
- Microcebus mamiratra (Microcebus lokobensis som upptäcktes 2006 är samma art)
- Microcebus mittermeieri
- Microcebus murinus
- Microcebus myoxinus
- Microcebus ravelobensis
- Microcebus rufus
- Microcebus sambiranensis
- Microcebus simmonsi
- Microcebus tavaratra

Efter 2008 tillkom fyra arter:
- Microcebus arnholdi
- Microcebus gerpi
- Microcebus margotmarshae
- Microcebus marohita

Tidigare räknades även arterna av släktet Mirza till musmakier, men idag utgör de ett eget släkte.